# GAZ–51
A GAZ–51 (cirill betűkkel: ГАЗ–51) a Szovjetunióban a Gorkiji Autógyárban (GAZ) gyártott 2,5 tonna hasznos terhelhetőségű, 4×2 hajtásképletű tehergépkocsi. Az első kísérleti sorozatot még GAZ–11–51 jelzéssel gyártották a második világháború vége előtt. A nagy sorozatú gyártás 1946-ban indult el, a jármű ekkor már a GAZ–51 típusjelzést kapta. Az első jelentősebb modernizáláson 1955-ben esett át, ekkor kezdődött a GAZ–51A változat sorozatgyártása, melyet 1975-ben fejeztek be. A tehergépkocsit az eredeti szovjet tervek alapján, licencgyártás keretében Lengyelországban Lublin–51, Észak-Koreában Szungri–58, Kínában NZS–130 jelzéssel gyártották. A Szovjetunióban, valamint a szocialista országokban az 1950-es, 1960-as években a legelterjedtebb tehergépkocsi volt. Terepjáró változata a GAZ–51-hez megjelenésében hasonló, de 4×4-es hajtásképletű, 1948-tól elsősorban katonai célokra gyártott GAZ–63. A GAZ–51 alvázára építették a GZA–651, majd később a PAZ–651 és KAvZ–651, valamint a RAF–251 autóbuszokat. A GAZ–51 alapjaira építették a PD–1 és SZMD–1 vágánygépkocsikat.

## Története
A Szovjetunióban az 1930-as években legnagyobb mennyiségben alkalmazott GAZ–AA és annak modernizált változata, a GAZ–MM könnyű tehergépkocsik leváltására kezdték el a fejlesztését 1937-ben. Az első prototípus GAZ–11–51 jelzéssel 1939-ben készült el. A hathengeres, 76 LE-s GAZ–11-es benzinmotorral felszerelt, 2 tonna hasznos terhelésű járművet 1940-ben mutatták be először nyilvánosan Moszkvában, az Össz-szövetségi Mezőgazdasági Kiállításon. A második világháború alatt az 1941-es német támadás miatt a tehergépkocsi fejlesztése félbemaradt.
A tervező és fejlesztőmunkát 1943-ban újították fel. Ekkor átdolgozták a futóművet és az alvázat, ennek nyomán 2,5 tonnára növelték a jármű teherbíróképességét. Az új járművet, már GAZ–51-es típusjellel 1945-ben mutatták be és egyúttal egy kísérleti sorozat is készült belőle. A nagy sorozatú gyártás a következő évben, 1946-ban indult el Gorkijban, a Gorkiji Autógyárban (GAZ). A tehergépkocsik iránti igény miatt, a gyártás fokozása céljából 1950–1952 között Irkutszkban is gyártották a GAZ–51-t. A sorozatgyártású változatba már a tehergépkocsihoz hasonlóan GAZ–51 jelzést viselő, 3480 cm³ hengerűrtartalmú, hathengeres soros elrendezésű, 70 LE-s benzinmotort építették.